# 山田站 (東京都)
山田站（日语：／ Yamada eki */?）是一個位於東京都八王子市綠町，屬於京王電鐵高尾線的鐵路車站。車站編號是KO49。

## 年表
- 1931年3月20日，作為京王御陵線的車站啟用。
- 1944年5月31日，京王與東京急行電鐵合併後，山田站作為御陵線的車站運行。
- 1945年1月21日，御陵線被指定為不要不急線後，車站變為休止站。
- 1948年6月1日，東急與京王帝都電鐵分拆，山田站成為京王的車站。
- 1964年11月26日，御陵線山田 - 多摩御陵前路段廢除。
- 1967年10月1日，作為高尾線的車站重新啟用。
- 2013年2月22日，準特急開始停靠此站，同日以KO49作為車站編號。

## 車站構造
本站是相對式月台2面2線地面車站。軌道為下沉式軌道，站房為跨站式站房。2號月台有無障礙斜坡。
月台與站房之間有電梯連結。
廁所位於付費區內。

### 月台配置
| 月台 | 路線   | 方向 | 目的地                               |
| ---- | ------ | ---- | ------------------------------------ |
| 1    | 高尾線 | 下行 | 目白台、高尾、高尾山口方向           |
| 2    | 高尾線 | 上行 | 北野、府中、明大前、新宿、新宿線方向 |

## 使用情況
2016年度1日平均上下車人次為5,221人。上下車人次與上車人次變化如下。
| 年度               | 1日平均 上下車人次 | 1日平均 上車人次 | 來源   |
| ------------------ | ------------------ | ---------------- | ------ |
| 1967年（昭和42年） | 404                |                  |        |
| 1970年（昭和45年） | 1,268              |                  |        |
| 1975年（昭和50年） | 1,718              |                  |        |
| 1980年（昭和55年） | 2,633              |                  |        |
| 1985年（昭和60年） | 3,066              |                  |        |
| 1990年（平成02年） | 3,654              | 1,814            | [ 4 ]  |
| 1991年（平成03年） |                    | 1,869            | [ 5 ]  |
| 1992年（平成04年） |                    | 1,904            | [ 6 ]  |
| 1993年（平成05年） |                    | 2,027            | [ 7 ]  |
| 1994年（平成06年） |                    | 2,041            | [ 8 ]  |
| 1995年（平成07年） | 4,043              | 2,038            | [ 9 ]  |
| 1996年（平成08年） |                    | 2,115            | [ 10 ] |
| 1997年（平成09年） |                    | 2,068            | [ 11 ] |
| 1998年（平成10年） |                    | 2,071            | [ 12 ] |
| 1999年（平成11年） |                    | 2,112            | [ 13 ] |
| 2000年（平成12年） | 4,137              | 2,115            | [ 14 ] |
| 2001年（平成13年） |                    | 2,068            | [ 15 ] |
| 2002年（平成14年） |                    | 2,044            | [ 16 ] |
| 2003年（平成15年） | 4,036              | 2,063            | [ 17 ] |
| 2004年（平成16年） | 4,024              | 2,060            | [ 18 ] |
| 2005年（平成17年） | 4,069              | 2,077            | [ 19 ] |
| 2006年（平成18年） | 4,220              | 2,142            | [ 20 ] |
| 2007年（平成19年） | 4,451              | 2,260            | [ 21 ] |
| 2008年（平成20年） | 4,602              | 2,337            | [ 22 ] |
| 2009年（平成21年） | 4,540              | 2,299            | [ 23 ] |
| 2010年（平成22年） | 4,653              | 2,351            | [ 24 ] |
| 2011年（平成23年） | 4,653              | 2,311            | [ 25 ] |
| 2012年（平成24年） | 4,744              | 2,395            | [ 26 ] |
| 2013年（平成25年） | 4,949              |                  |        |
| 2014年（平成26年） | 4,995              |                  |        |
| 2015年（平成27年） | 5,152              |                  |        |
| 2016年（平成28年） | 5,221              |                  |        |

## 車站周邊
- Ringer Hut（日语：リンガーハット）八王子山田站前店
- 廣園寺（日语：広園寺）（都指定史跡／都有形文化財（日语：/東京都指定文化財一覧））
- 富士森公園（日语：富士森公園）
- 多摩少年院
- 市營綠町靈園
- 市營齋場
- 八王子綠町郵便局

### 巴士路線
山田站（京王巴士南）
- 八91：經八王子站北口往京王八王子站＊早晨1班
- 八62、八64：往八王子站南口
- 八91、八62：往上大船 ※僅早晨、夜間
- 八64：經上大船往東京家政學院

## 站名由來
因鄰近臨濟宗古刹「山田的廣園寺」而命名「山田」。另外，站名雖念作「やまだ」，但廣園寺與町名皆念作「やまた」。

## 相鄰車站
京王電鐵
 高尾線
■特急、■急行
通過
■準特急、■區間急行、■快速、■各站停車
京王片倉（KO48）－山田（KO49）－目白台（KO50）

### 曾經存在的路線
京王帝都電鐵（廢除當時）
御陵線（廢止）
片倉－山田－武藏橫山

## 外部連結
- 山田 - 京王電鐵